# 張罍
張罍（1444年—？），字元器，浙江湖州府歸安縣人，民籍，明朝政治人物。

## 生平
成化四年（1468年）戊子科浙江鄉試第八十六名舉人，十四年（1478年）中式戊戌科會試第一百四十四名，三甲第一百四十五名進士。授上高縣知縣。

## 家族
曾祖張德章；祖父張士能；父張義。母王氏。慈侍下。兄張琳、張珩、張瑗。妻游氏。